# 西王站
西王站是石家庄地铁1号线的地铁车站，位于中华人民共和国河北省石家庄市桥西区中山西路与长兴街交叉口东侧，为1号线西端终点站，亦是石家庄地铁系统最西端车站，于2017年6月26日开通。

## 车站结构
西王站位于中山西路与长兴街交叉口东侧，沿中山西路呈东西向布置，为地下两层岛式站台车站，车站长287米，标准段宽21米，车站地下一层为站厅层，地下二层为站台层，站台设置全高站台门。车站西侧设置两条出入段线连通张营停车场。
| 地面              | 出入口 | A、B、D出入口                                                                             |
| 地下一层          | 站厅   | 客服中心、自动售票机、验票机                                                              |
| 地下二层          | 站台   | \| \| \| █ 1号线落客 \| \| 島式 · 開左邊车门 \| \| \| \| \| \| █ 1号线往福泽（时光街） \| |
|                   |        | █ 1号线落客                                                                               |
| 島式 · 開左邊车门 |        |                                                                                           |
|                   |        | █ 1号线往福泽（时光街）                                                                   |

## 车站出口
西王站目前开放3个出入口，各出口及周围设施如下所示：
| 出口编号                             | 照片 | 地点             | 可到达目的地                             |
| ------------------------------------ | ---- | ---------------- | ---------------------------------------- |
| 出口 · A · 升降机标志 · 扶手电梯标志 |      | 中山西路（北侧） | 西王公交枢纽                             |
| 出口 · B · 扶手电梯标志              |      | 中山西路（南侧） | 河北地矿建设工程集团公司三公司           |
| 出口 · D · 扶手电梯标志              |      | 中山西路（北侧） | 石家庄综合地质大队公寓，地质职工大学宿舍 |
| 註： 設有 \| 設有扶手電梯            |      |                  |                                          |

## 接驳交通

### 公交车
- 西王：1路，14路，15路，24路，38路，39路，304班线，304路北寨路口，304路中以农科小镇，310路，325路，337路，357路，701路，703路，段家楼旅游专1路，观光2路，旅游2路，旅游5路，旅游9路

## 历史
- 2014年9月22日，车站主体结构封顶[4]。
- 2017年6月26日，本站随1号线通车一同开通[1]。
- 2021年1月9日，受新冠疫情影响，车站暂停运营[5]。2月19日，车站恢复运营[6]。
- 2022年8月28日，受新冠疫情影响，车站暂停运营[7]。9月6日，车站恢复运营[8]。